# 圣玛丽亚-迪马尔旺
圣玛丽亚-迪马尔旺是葡萄牙波塔莱格雷区的一个堂区。总面积23.4平方公里，总人口645人，人口密度27.6人/平方公里。